# Jerzy Piotrowski (perkusista)
Jerzy Piotrowski pseud. Keta (ur. 9 lutego 1950) – polski muzyk rockowy i jazz-rockowy, wirtuoz instrumentów perkusyjnych.

## Życiorys
Wielokrotny laureat plebiscytu czasopisma Jazz Forum na najlepszego perkusistę rockowego. Jako jeden z trzech pierwszych artystów (wspólnie z Czesławem Bartkowskim i Cezarym Konradem) został wprowadzony do Galerii Sław Polskiej Perkusji.
Wziął udział w nagraniach około 70 płyt długogrających, m.in. Czesława Niemena (4 LP), SBB (łącznie z reedycjami i wydaniami koncertów z lat 70. – 44 LP), Kombi (4 LP), Young Power (3 LP), Pick Up (1LP), Krzysztofa Ścierańskiego (1 LP), Ireneusza Dudka (2 LP), Dżemu (3), Martyny Jakubowicz (2 LP) i Stanisława Sojki (1). W latach (1974-1980) grał w zespole SBB (9 LP), był także współkompozytorem kilku utworów zespołu. W latach 80. przyczynił się do sukcesów drugiego, popowego wcielenia zespołu Kombi, w którym grał na elektronicznej perkusji Simmonsa; był również autorem tekstu utworu "Szukam drogi" z płyty "Kombi 4". Koncertował i nagrywał z basistą Krzysztofem Ścierańskim i zespołem jazzowym Pick Up. Na przełomie lat 80. i 90. grał w jazz-rockowym big bandzie Young Power, Johnem Porterem i w kilku wcieleniach zespołu Ireneusza Dudka, gdzie jego ekspresyjna gra była entuzjastycznie odbierana przez młodą publiczność. W 1990 roku wziął udział w sesji nagraniowej płyty Acoustic Stanisława Sojki, która do dzisiaj pozostaje jedną z najlepszych w dorobku tego artysty. Na początku lat 90. nagrywał i koncertował z blues-rockowym zespołem Dżem i Martyną Jakubowicz. W 1991 roku zagrał w Sopocie z incydentalnie reaktywowanym SBB koncert na festiwalu „Trzy dekady rocka”, oraz gościnnie na koncercie 15-lecia zespołu Kombi, z którym wcześniej zakończył współpracę. W latach 1993–1994 zagrał kilka koncertów z ponownie reaktywowanym SBB. W czasie tournée po Stanach Zjednoczonych zdecydował się zostać tam na stałe i zamieszkał w Chicago. Początkowo grał na jam-sessions w klubach polonijnych. 
Jest autorem podręcznika „Szkoła na perkusję”. W latach 1990–1994 prowadził warsztaty perkusyjne w Puławach. W 1994 roku wyemigrował do Stanów Zjednoczonych. W 2014 roku powrócił do czynnego muzykowania z oryginalnym składem SBB. 